# 9162 Kwiila
9162 Kwiila è un asteroide near-Earth della famiglia Apollo con un diametro medio di circa 1,1 km. Scoperto nel 1987, presenta un'orbita caratterizzata da un semiasse maggiore pari a 1,4964835 UA e da un'eccentricità di 0,5954541, inclinata di 9,01385° rispetto all'eclittica.
L'asteroide è dedicato all'omonima figura mitologica della cultura dei Luiseño.